# Sidney Sheldon
Sidney Sheldon, vlastním jménem Sidney Schechtel, (11. února 1917, Chicago, USA – 30. ledna 2007, Rancho Mirage, Kalifornie) byl americký spisovatel, dramatik a scenárista. V roce 1937 se odstěhoval do Hollywoodu, kde započal kariéru scenáristy. Na základě jeho scénářů bylo vytvořeno 23 celovečerních filmů. Zabýval se též muzikálovou tvorbou. Muzikál Římské svíce se dostal i na Broadway Theatre, což mu zaručilo úspěch.
Byl třikrát ženatý, poprvé s Jane Kaufman Hardingovou (1945–1948), pak s herečkou a designérkou Jorjou Curtrightovou, s níž strávil přes 30 let. Po její smrti se oženil s Alexandrou Kostoffskou. Zemřel v roce 2007 na zápal plic.

## Ocenění
Za svá díla získal divadelní cenu Tony, později též ocenění Emmy za práci na seriálu Já sním o Jeannie. V roce 1947 se stal držitelem Oscara za původní scénář k filmu The Bachelor and the Bobbysoxer.

## Film
- Manželka snu
- Vy nejste nikdy příliš mladá
- The Bachelor and the Bobbysoxer